# Turó de la Cova de l'Olla
El Turó de la Cova de l'Olla és una muntanya de 539 metres que es troba al municipi del Montmell, a la comarca del Baix Penedès.